# Gudrun Lund
Gudrun Lund (Aalborg, 22 april 1930 - 14 januari 2020) was een Deense componiste, muziekpedagoge en pianiste. Zij was een dochter van het echtpaar Holger Keiser-Nielsen (1885-1967) en Gerda Vogelius (1899-1982). 

## Levensloop
Lund groeide op in Ribe en later in Nyborg. Al vroeg kwam zij met muziek in contact en kreeg op vijfjarige leeftijd pianoles, later ook viool- en altvioolles. Vanaf 1949 studeerde zij piano en muziekonderwijs aan Det Kongelige Danske Musikkonservatorium (DKDM) in Kopenhagen. Ze behaalde haar diploma's in 1953. Tegelijkertijd studeerde zij musicologie, Duitse en Engelse talen aan de Universiteit van Kopenhagen en behaalde haar diploma als Cand. Mag.-grad in 1955. Zij huwde op 4 juni 1955 met de ingenieur Jørgen Widebæk Lund; zij kregen drie kinderen. In 1956 vertrok het gezin naar de Verenigde Staten, waar haar echtgenoot werk gevonden had. Zij werkte als pianolerares en gaf recitals. In 1963 werd zij genaturaliseerd. In de Verenigde Staten werd haar interesse voor eigentijdse muziek gewekt. In 1965 gingen zij weer terug naar Denemarken.  
Zij werd docente voor muziek en Engelse taal aan Københavns Dag- og Aftenseminarium (KDAS) in Skovlunde. Gedurende haar beginjaren op deze volkshogeschool ontwikkelde zij interesse in het componeren. Ze volgde privéstudies bij Svend S. Schultz (1976-1977), Morgens Winkel Holm (1977-1978) en Svend Aaquist Johansen (1978-1979). In 1978 werd zij lid van de componistenfederatie Komponistforeningen. In 1983 en 1984 studeerde zij met een studiebeurs van de Komponistforeningen aan de Hartt School of Music in Hartford. Aldaar schreef zij haar werk Negotations, dat met het Harvard University Wind Ensemble in première ging. 
Terug in Denemarken kreeg zij steun van de Foreningen Kvinder i Musik (Federatie Vrouwen in Muziek), die opdrachten uitreikten en een forum voor de premières organiseerden. Haar oeuvre omvat meer dan 150 werken (2013), van kamermuziek tot orkestwerken. Haar muziek is gebaseerd op de neoklassieke traditie van Paul Hindemith en Igor Stravinsky, maar is ook geïnspireerd door Carl Nielsen. In 2005 werd zij gekozen tot voorzitter van de in 1987 opgerichte Akademiet for den Tredje Alder (A3A) (Academie voor de 3e leeftijd). Gudrun Lund overleed in januari 2020 op 89-jarige leeftijd.

## Composities

### Werken voor orkest
- 1976 Scherzo, voor orkest, op. 2
- 1977 Festlig ouverture, voor orkest, op. 15
- 1978 Concert, voor alttrombone en kamerorkest, op. 26
- 1979 Consequences, voor kamerorkest, op. 32
- 1981 Concert, voor hobo en strijkorkest, op. 55
- 1982 Patchwork, a symphony in 4 colors, voor orkest, op. 63
- 1984 Klip for 15 instrumenter, voor kamerorkest, op. 85
- 1984 Walking Along, voor klarinet en orkest, op. 86
- 1985 Diversions, voor orkest, op. 88
- 1986 Chase, voor orkest, op. 97
- 1987 Ten Together, voor orkest, op. 101
- 1990 Fun, voor orkest, op. 124

### Werken voor harmonie- of fanfareorkest of brassband
- 1983 Negotations, voor harmonieorkest, op. 76
- 1986 Fest på Strøget, voor harmonieorkest, op. 100
- 1990 Militærmarch, voor fanfareorkest of brassband, op. 125

### Missen en andere kerkmuziek
- 1978 Menighedsmesse, voor zangstem(men) en orgel, op. 27
- 1979 3 sange om livet og døden, voor sopraan, trombone en orgel, op. 36 - tekst: Grethe Risbjerg Thomsen
  1. Nu kommer natten
  2. Dråben
  3. Måske en martsnat
- 1982 Ensomme sjæle, voor hobo, altsaxofoon en orgel, op. 64

### Muziektheater

#### Opera's
| Voltooid in   | titel                                               | aktes | première                          | libretto                     |
| ------------- | --------------------------------------------------- | ----- | --------------------------------- | ---------------------------- |
| 1980 rev.2011 | Prinsessen på ærten (De prinses op de erwt), op. 41 |       | 1991, Göteborg, Nordisk Musikfest | Hans Christian Andersen      |
| 1991          | Klodshans, op. 128                                  |       |                                   | naar Hans Christian Andersen |
| 1995          | Den stundesløse (De rusteloze), op. 141             |       | 1996, Ballerup                    | naar Ludvig Holberg          |

### Vocale muziek

#### Werken voor koor
- 1976 Elegy, voor tenor, gemengd koor en orkest, op. 3 - tekst: Dylan Thomas
- 1979 Tanker i mørket, 3 liederen voor mannenkoor, op. 35 - tekst: Tove Ditlevsen
- 1981 A prayer of pain, voor jongenskoor en orgel, op. 60
- 1982 Sorrow, voor sopraan, gemengd koor, hobo en piano, op. 65 - tekst: van de componiste
- 1984 Why don't they listen?, voor gemengd koor, op. 78
- 1984 Round of the Seasons, voor gemengd koor, op. 79
- 1988 Seks skæbner, voor 3 koren en kamerensemble, op. 107
- 1989 Snake, voor gemengd koor en piano, op. 120 - tekst: David Herbert Lawrence
- 1992 Dejlige Danmark, voor gemengd koor, op. 133
- 1999 Annabella, voor gemengd koor, op. 149 - tekst: Cecil Bødker

#### Liederen
- 1976 To sange, voor sopraan, cello en piano, op. 6 - tekst: Tove Ditlevsen
- 1977 Four Songs, voor gemengd koor, op. 12 - tekst: Jens August Schade
- 1977 Skisma, voor sopraan en orkest, op. 14 - tekst: Tove Ditlevsen
- 1977 Fløjten, voor sopraan, dwarsfluit en piano, op. 16 - tekst: Tove Meyer
- 1977 To verdslige salmer, voor zangstem, hobo en strijkkwintet, op. 19 - tekst: Tove Ditlevsen
- 1980 Tre på linje, voor zangstem en piano, op. 45 - tekst: van de componiste
- 1980 About Life and Nature, 4 liederen voor zangstem en viool, op. 46 - tekst: Alfred Edward Housman
- 1980 To sange, voor tenor en orgel, op. 48 - tekst: Tove Ditlevsen
- 1980 Vintersonate, voor sopraan, cello en contrabas, op. 51 - tekst: Orla Bundgård Povlsen
- 1981 Otte danske sange, voor zangstem en piano, op. 57 
  1. Forårsnat - tekst: Tove Ditlevsen
  2. Ungdom - tekst: Tove Ditlevsen
  3. Afveksling - tekst: Tove Ditlevsen
  4. Til en ven - tekst: Tove Ditlevsen
  5. Efter et års forløb - tekst: Grethe Risbjerg Thomsen
  6. Min ven, det danske vejr - tekst: Grethe Risbjerg Thomsen
  7. At tale, at være - tekst: van de componiste
  8. Rigdom - tekst: van de componiste
- 1982 Destruction, voor sopraan, accordeon en hamer, op. 69
- 1984 Why Don't They Listen?, voor sopraan, tenorklarinet en orgel, op. 78
- 1984 Driving in the Fog, voor zangstem en piano, op. 84 - tekst: van de componiste
- 1985 Drama in 4 acts, voor tenor en strijkkwartet, op. 89 - tekst: van de componiste
- 1986 Spørgsmål, voor sopraan, viool en accordeon, op. 94
- 1986 Mit forhold til årstiderne, voor mezzosopraan, dwarsfluit, hobo, klarinet en klavecimbel, op. 95
- 1986 Organisten, voor sopraan, viool en orgel, op. 96
- 1986 A woman’s nature?, voor mezzosopraan, blaaskwintet en klavecimbel, op. 98
- 1987 Sommer, voor zangstem, piano en geluidsband, op. 104
- 1987 Yes – No, voor sopraan, alt en klavecimbel, op. 105
- 1988 Tove Ditlevsen sange, voor sopraan en cello, op. 108
- 1988 Rehearsal, voor zangstem en kamerensemble, op. 112
- 1988 Jungle Music, voor sopraan, viool, piano, slagwerk en geluidsband, op. 117
- 1991 Far-away castle, voor mezzosopraan, dwarsfluit, cello en piano, op. 127 - tekst: Terry Jones
- 1994 10 tankevækkende udsagn, voor mezzosopraan, dwarsfluit, cello en accordeon, op. 139 - tekst: Søren Kierkegaard

### Kamermuziek
- 1976 Strijkkwartet nr. 1, op. 8
- 1976 Variations on an Innocent Theme, voor blaaskwintet, op. 9
- 1976 Trio, voor dwarsfluit, viool en altviool, op. 10
- 1977 Duo, voor dwarsfluit en contrabas, op. 11
- 1977 Obokvartet, voor hobo, viool, altviool en cello, op. 13
- 1977 Duet, voor 2 hobo's, op. 17
- 1977 Chamber Concerto, voor hobo en kamerensemble, op. 18
- 1978 Strijkkwartet (nr. 2), op. 20
- 1978 Triosonate med barokke indslag, voor trompet, trombone en orgel, op. 21
- 1978 Music for 7 Players
- 1978 Trio, voor dwarsfluit, altviool en piano, op. 23
- 1978 Variations and theme, voor klarinet en strijkkwintet, op. 24
- 1978 Trio, voor klarinet, altviool en piano, op. 25
- 1978 Sonate for 2 musikere, voor sopraanblokfluit en viool, op. 28
- 1978 Patterns, voor blaaskwintet, op. 29
- 1978 Variations in four movements, voor viool, cello en piano, op. 30
- 1979 Four miniatures, voor bassethoorn, op. 31
- 1979 Seven Letters to M., voor strijkkwartet, op. 33
- 1979 Quintetto di bassetto, voor blaaskwintet, op. 34
- 1979 Divertimento, voor 2 trompetten, blaaskwintet, piano en strijkers, op. 37
- 1979 rev.1992 Sonate, voor altviool, op. 38
- 1979 Relations, voor trombone en blaaskwintet (dwarsfluit, hobo (ook althobo), klarinet, fagot, hoorn), op. 39
- 1980 Seks duetter, voor 2 trompetten in C, op. 40.
- 1980 Serenata seriosa, voor viool, altviool en cello, op. 42
- 1980 Klaverkvintet, voor 2 violen, altviool, cello en piano, op. 44
- 1980 Tanker, voor trombone en orgel, op. 47
- 1980 Variations on an Innocent Theme - 2e versie, voor blaaskwintet, op. 49
- 1981 Sonatina, voor hobo (of dwarsfluit) en piano, op. 50
- 1981 Klarinetkwartet, voor klarinet, viool, altviool en cello, op. 52
- 1981 Five boys I know, voor bastrombone, op. 53
- 1981 Sonata con forza, voor cello, op. 54
- 1981 3 melodiske studier 4 celloer, voor vier celli, op. 56
- 1981 Spil for ulige partnere, voor dwarsfluit en contrabas, op. 58
- 1981 Sonata in 3 Movements, voor altviool en piano, op. 59
- 1982 Goddag mand, økseskaft, voor hobo, hoorn, viool en cello, op. 62
- 1982 Trio, voor viool, cello en piano, op. 67
- 1982 Three subjects in different contrasting moods, voor drie trombones, op. 68
- 1983 Strijkkwartet nr. 4, op. 70
- 1983 Abstract, too, voor dwarsfluit, klarinet, fagot, altviool, cello, contrabas, op. 71
- 1983 Klarinetkwartet, op. 72
- 1983 Con Anima, voor dwarsfluit, viool, altviool, cello en contrabas, op. 73
- 1983 Break, voor hobo, op. 74
- 1983 A suite in 3 1/2 movements, voor dwarsfluit en altviool, op. 75
- 1984/1986 Strijkkwartet nr. 5, op. 77
- 1984 3 Canons and a Row, 3 duetten voor besklarinet en klarinet in A, op. 80
- 1984 Rainbow, voor dwarsfluit, altviool, cello, harp, piano en geluidsband, op. 81
- 1984 Continuous, voor tuba, op. 82 op. 94 Spørgsmål (sopran, violin og akkordeon – 1986)
- 1984 Co-existence  in 4 to 5 movements, voor contrabas en piano, op. 83
- 1985 Flip-Flop, voor altviool en piano, op. 87
- 1985 Mixed Movements, voor trombone en piano, op. 90
- 1985 Lydbillede, voor viool en cello, op. 91
- 1986 Fem duetter for blæsere, op. 99
- 1987 Two Moving, voor viool en cello, op. 103
- 1987 Little Suite, voor 3 dwarsfluiten, op. 106
- 1988 Eleven Variations, voor 2 violen en fagot, op. 110
- 1988 Sounds in the Park, voor kamerensemble, op. 111
- 1988 Two Movements and a Pause, voor viool, altviool en cello, op. 113
- 1988 Five Girls I Know, voor trompet en trombone, op. 114
- 1988 Katrines vuggevise, voor contrabas en geluidsband, op. 115
- 1988 Moving Around, voor dwarsfluit, klarinet, altviool, cello en piano, op. 116
- 1988 Trio basso, voor altviool, cello en contrabas, op. 119
- 1990 Turning pages, voor altviool, cello en contrabas, op. 122
- 1990 Down the street, voor accordeon en piano, op. 126
- 1991 Three Pieces for Horn, op. 129
- 1992 Suite for Strings, voor strijkkwintet, op. 135
- 1992 Talks, voor dwarsfluit, klarinet en fagot, op. 136 
  1. Learning something
  2. Politicians
  3. Sad news
  4. Solving problems
- 1993 Tre fabler, voor viool en accordeon, op. 137
- 1996 A Suite for Brass, voor koperkwintet, op. 144
- 2000 Sonatina, voor trombone en piano, op. 152

### Werken voor orgel
- 1980 Syv facetter, op. 43

### Werken voor piano
- 1976 A Woman’s Mind, op. 4
- 1982 Sonate, op. 61
- 1986 Match, op. 92
- 1988 Five Pieces for Grand Piano using modern Effects, op. 109
- 1989 Ti små fortællinger for klaver, op. 118
- 1989 5 Dialogues, op. 121
- 1990 Spanish Lady, op. 123
- 1996 Journey, op. 142

### Werken voor gitaar
- 1987 Games With, op. 102

### Werken voor accordeon
- 1982 Abstract, op. 66
- 1992 8 Short Pieces for accordeon, op. 130
- 1993 Interruptions, op. 138

### Werken voor mandolineorkest
- 1986 Op og ned, op. 93